# Chrysothemis pulchella
Chrysothemis pulchella är en tvåhjärtbladig växtart som först beskrevs av James Donn och John Sims, och fick sitt nu gällande namn av Joseph Decaisne. Chrysothemis pulchella ingår i släktet Chrysothemis och familjen Gesneriaceae. Inga underarter finns listade i Catalogue of Life.

## Bildgalleri

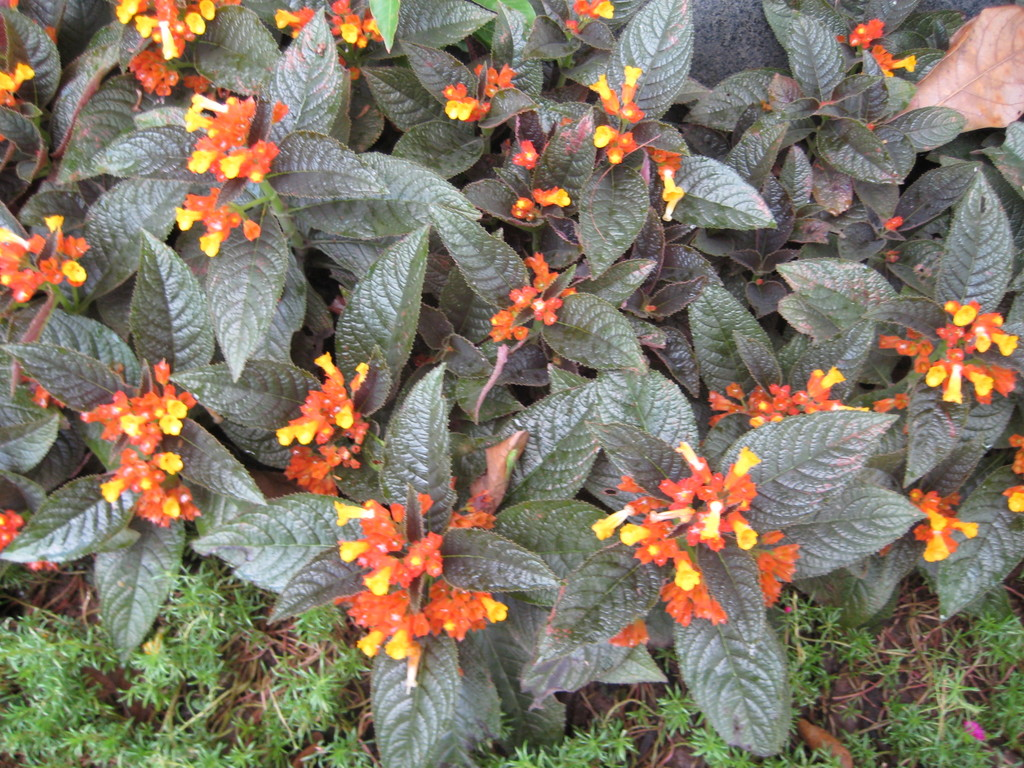
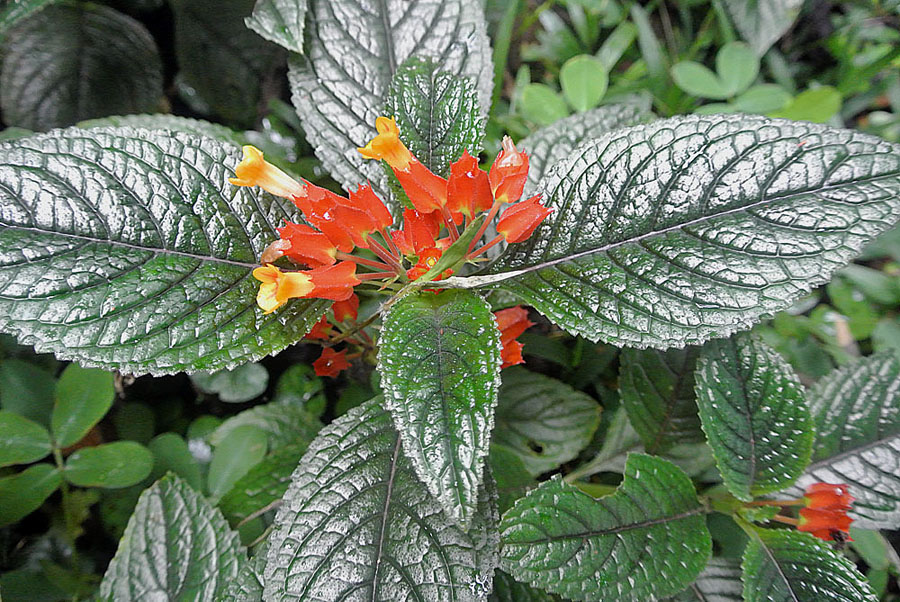
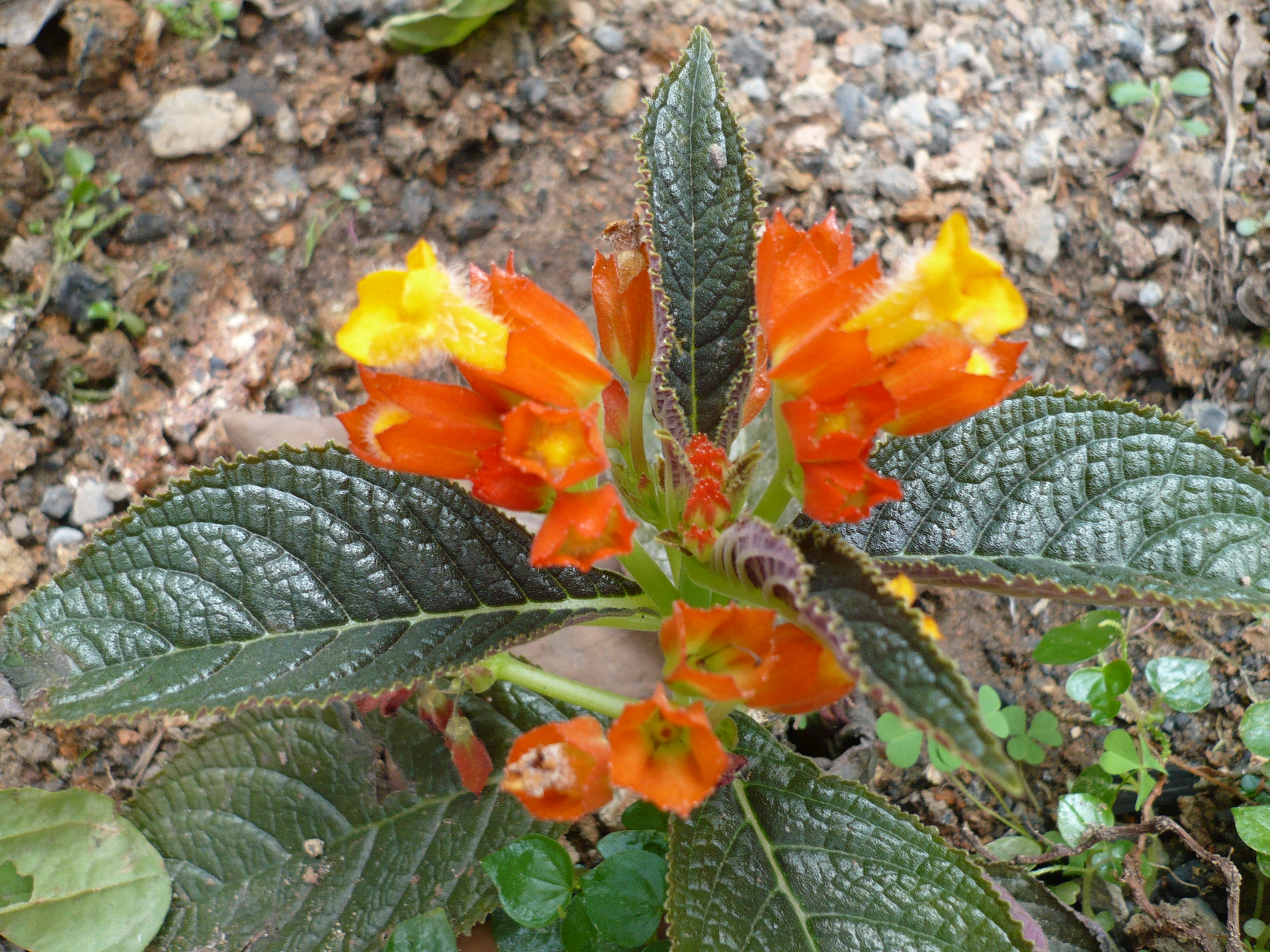
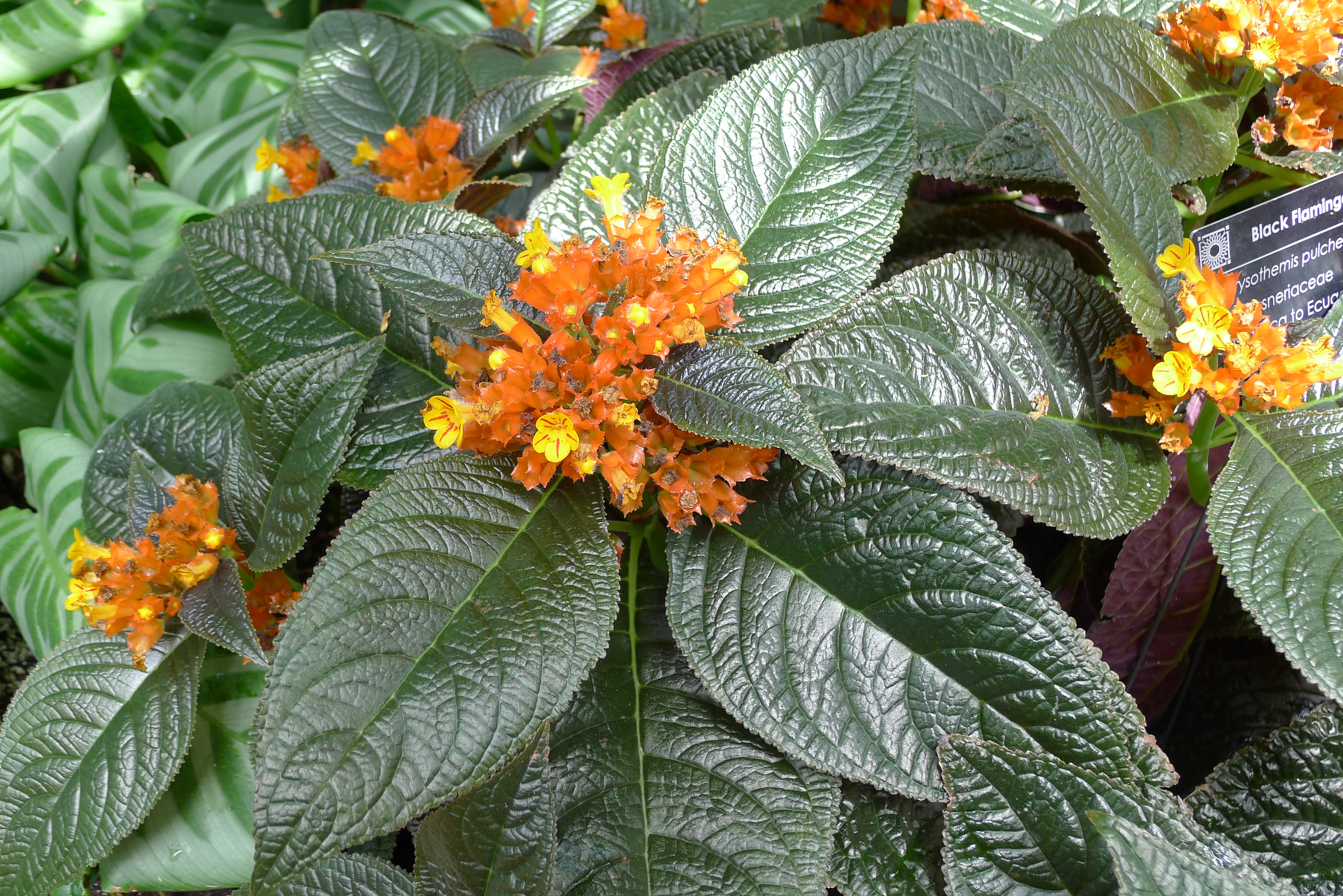
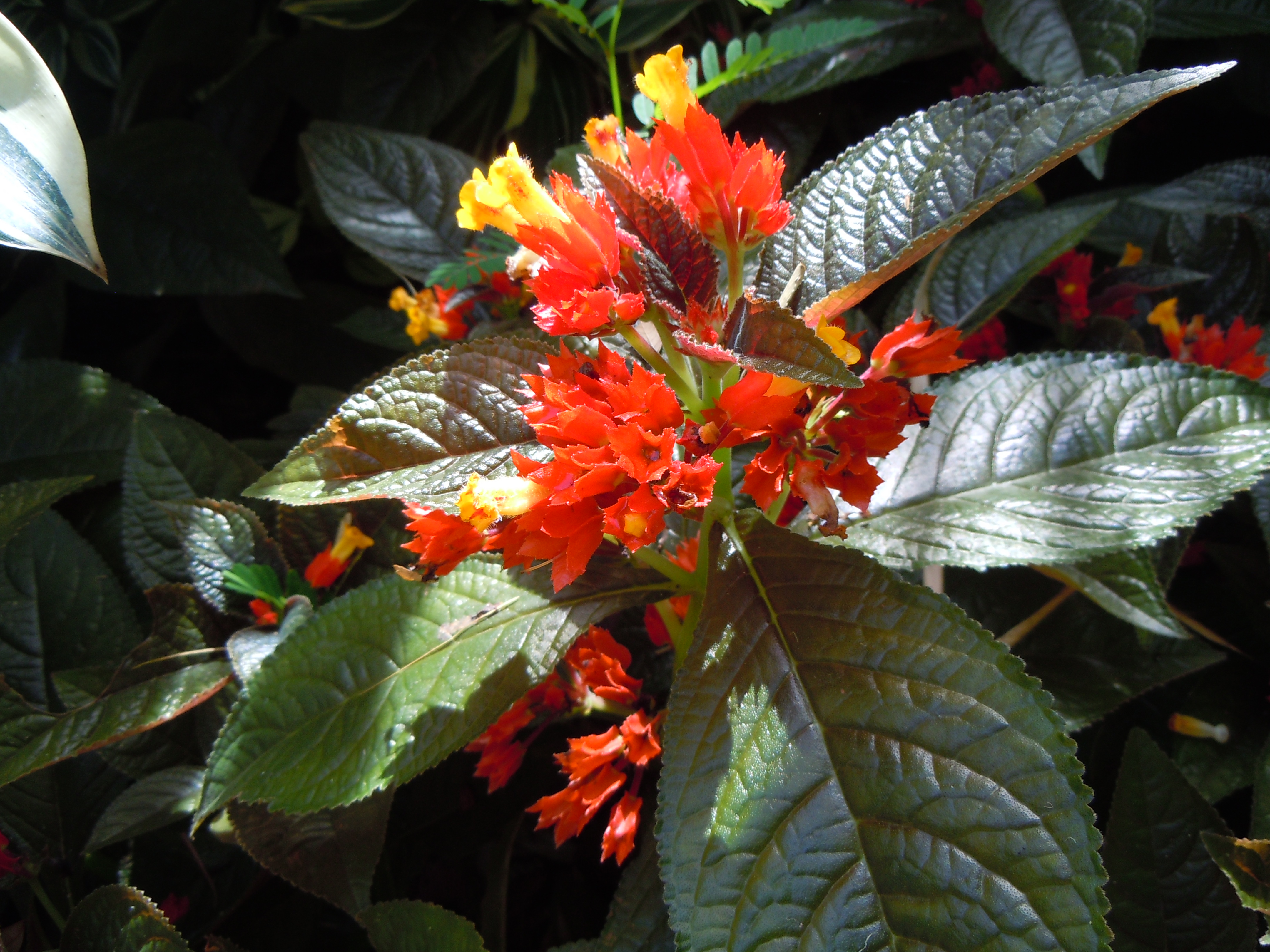
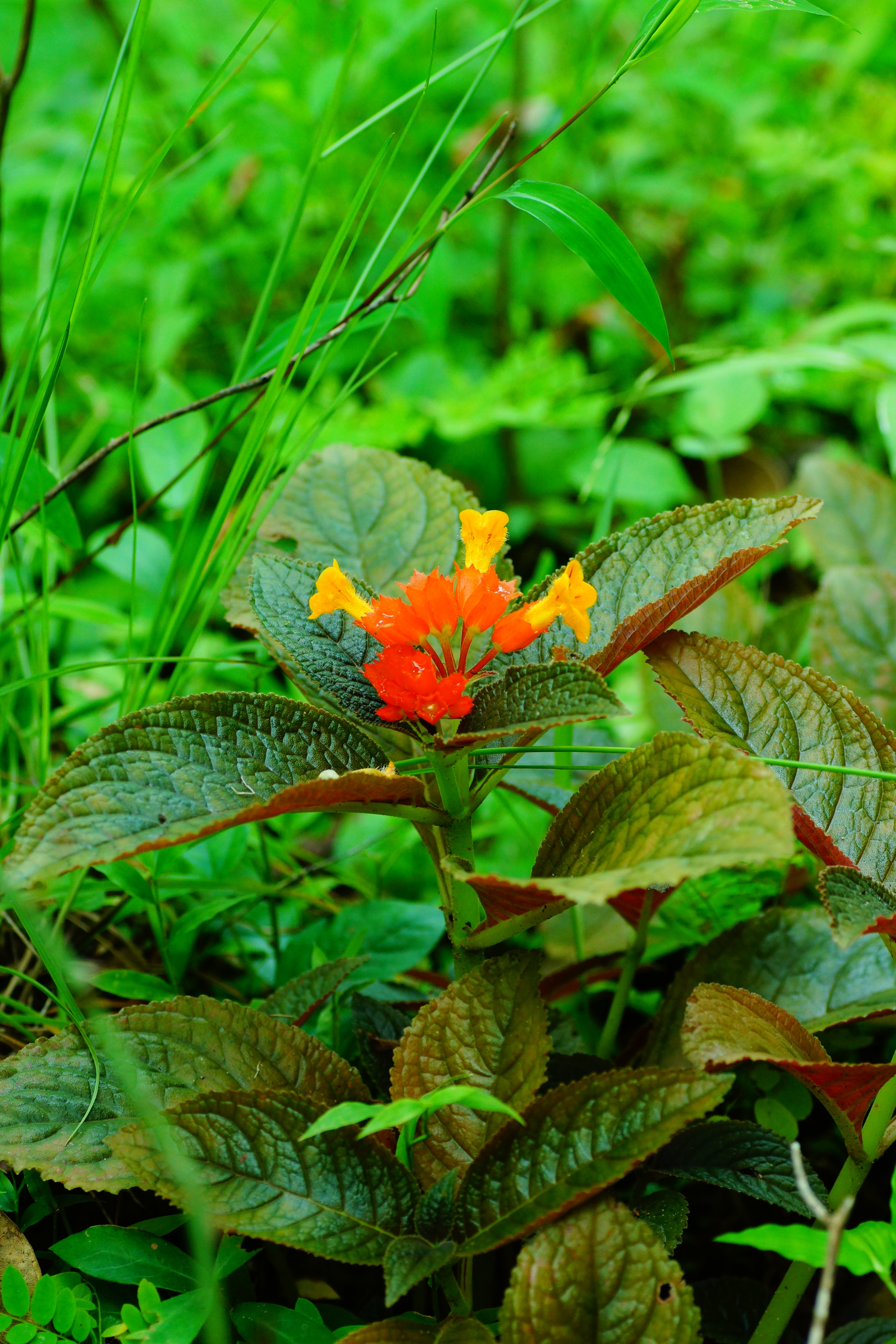